# جندية (خنفساء)
جندية (الاسم العلمي: Stratiotes)، جنس حشرات خنفسية من فصيلة الخناف الأرضية، وتشمل الأنواع التالية
- Stratiotes batesi Putzeys, 1866
- Stratiotes clivinoides (Castelnau, 1832)
- Stratiotes iracundus Putzeys, 1861